# سلامت‌آباد (بیجار)
سلامت‌آباد (بیجار)، روستایی از توابع بخش چنگ الماس شهرستان بیجار در استان کردستان ایران است.

## جمعیت
این روستا در دهستان بابارشانی قرار دارد و براساس سرشماری مرکز آمار ایران در سال ۱۳۸۵، جمعیت آن ۵۲ نفر (۱۱خانوار) بوده‌است.